# Anoplius apiculatus
Anoplius apiculatus är en stekelart som först beskrevs av Smith.  Anoplius apiculatus ingår i släktet Anoplius och familjen vägsteklar. Inga underarter finns listade i Catalogue of Life.